# Tortula schimperi
Tortula schimperi là một loài rêu trong họ Pottiaceae. Loài này được Cano, O. Werner & J. Guerra mô tả khoa học đầu tiên năm 2005.